# Korea Południowa na Zimowych Igrzyskach Olimpijskich 1998
Koreę Południową na Zimowych Igrzyskach Olimpijskich 1998 reprezentowało 38 zawodników. Był to trzynasty start reprezentacji Korei Południowej na zimowych igrzyskach olimpijskich.

## Medaliści
| Medal | Imię i nazwisko                                     | Dyscyplina  | Konkurencja                   |
| ----- | --------------------------------------------------- | ----------- | ----------------------------- |
|       | Kim Dong-sung                                       | Short track | Bieg na 1000 metrów mężczyzn  |
|       | Chun Lee-kyung                                      | Short track | Bieg na 1000 metrów kobiet    |
|       | Chun Lee-kyung Won Hye-kyung An Sang-mi Kim Yoon-mi | Short track | Sztafeta 3000 metrów kobiet   |
|       | Chae Ji-hoon Lee Jun-hwan Lee Ho-eung Kim Dong-sung | Short track | Sztafeta 5000 metrów mężczyzn |
|       | Chun Lee-kyung                                      | Short track | Bieg na 500 metrów kobiet     |
|       | Won Hye-kyung                                       | Short track | Bieg na 1000 metrów kobiet    |

## Skład reprezentacji

### Narciarstwo alpejskie
Mężczyźni
| Zawodnik       | Konkurencja   | Czas         | Miejsce |
| -------------- | ------------- | ------------ | ------- |
| Hur Sung-wook  | Slalom gigant | 2:52.27      | 33      |
| Hur Sung-wook  | Slalom        | 1:58.01      | 23      |
| Byun Jong-moon | Slalom gigant | Nie ukończył | -       |
| Byun Jong-moon | Slalom        | Nie ukończył | -       |

### Biathlon
Mężczyźni
| Zawodnik     | Konkurencja   | Czas      | Kara | Miejsce |
| ------------ | ------------- | --------- | ---- | ------- |
| Jeon Jae-won | Bieg na 10 km | 35:09.5   | 6    | 70      |
| Jeon Jae-won | Bieg na 20 km | 1:15:17.8 | 13   | 71      |

### Biegi narciarskie
Mężczyźni
| Zawodnik                                               | Konkurencja        | Czas         | Miejsce |
| ------------------------------------------------------ | ------------------ | ------------ | ------- |
| Park Byung-chul                                        | Bieg na 10 km      | 30:42.1      | 53      |
| Park Byung-chul                                        | Bieg na 15 km      | Nie ukończył | -       |
| Park Byung-chul                                        | Bieg na 30 km      | 1:47:41.5    | 55      |
| An Jin-soo                                             | Bieg na 10 km      | 31:55.5      | 74      |
| An Jin-soo                                             | Bieg na 15 km      | 1:18:51.4    | 66      |
| An Jin-soo                                             | Bieg na 30 km      | 1:54:12.2    | 63      |
| Park Byung-joo                                         | Bieg na 10 km      | 32:46.1      | 79      |
| Park Byung-joo                                         | Bieg na 15 km      | 1:19:19.8    | 67      |
| Shin Doo-sun                                           | Bieg na 50 km      | 2:33:27.3    | 61      |
| Park Byung-chul An Jin-soo Shin Doo-sun Park Byung-joo | Sztafeta 4 x 10 km | 1:55:17.1    | 20      |

### Łyżwiarstwo figurowe
Mężczyźni
| Zawodnik     | Konkurencja | TFP  | Miejsce |
| ------------ | ----------- | ---- | ------- |
| Lee Kyu-hyun | Soliści     | 35.5 | 24      |

### Saneczkarstwo
Mężczyźni
| Zawodnik       | Konkurencja | Czas     | Miejsce |
| -------------- | ----------- | -------- | ------- |
| Lee Gi-ro      | Jedynki     | 3:34.721 | 29      |
| Kang Kwang-bae | Jedynki     | 3:35.958 | 31      |
| Lee Yong       | Jedynki     | 3:40.407 | 32      |

### Short track
Mężczyźni
| Zawodnik                                            | Konkurencja          | Kwalifikacje | Kwalifikacje | Ćwierćfinał | Ćwierćfinał | Półfinał          | Półfinał      | Finał            | Finał   |
| Zawodnik                                            | Konkurencja          | Czas         | Miejsce      | Czas        | Miejsce     | Czas              | Miejsce       | Czas             | Miejsce |
| --------------------------------------------------- | -------------------- | ------------ | ------------ | ----------- | ----------- | ----------------- | ------------- | ---------------- | ------- |
| Kim Dong-sung                                       | Bieg na 500 metrów   | 43.653       | 2            | 43.810      | 2           | 43.096            | 3             | 43.090           | 8       |
| Kim Dong-sung                                       | Bieg na 1000 metrów  | 1:33.039     | 2            | 1:32.423    | 2           | 1:32.036          | 1             | 1:32.375         |         |
| Lee Jun-hwan                                        | Bieg na 500 metrów   | 43.840       | 1            | 44.417      | 4           | Ranking Round     | Ranking Round | Ranking Round    | 12      |
| Lee Jun-hwan                                        | Bieg na 1000 metrów  | 1:32.879     | 1            | 1:38.115    | 3           | 1:32.634          | 4             | 1:33.131         | 7       |
| Chae Ji-hoon                                        | Bieg na 500 metrów   | 43.011       | 2            | 43.622      | 2           | 43.864            | 4             | 42.832           | 5       |
| Chae Ji-hoon                                        | Bieg na 1000 metrów  | 1:35.240     | 1            | 1:34.902    | 2           | Zdyskwalifikowany | -             | Runda rankingowa | 10      |
| Chae Ji-hoon Kim Dong-sung Lee Jun-hwan Lee Ho-eung | Sztafeta 5000 metrów |              |              |             |             | 7:07.457          | 1             | 7:06.776         |         |

Kobiety
| Zawodniczka                                         | Konkurencja          | Kwalifikacje | Kwalifikacje | Ćwierćfinał | Ćwierćfinał | Półfinał | Półfinał | Finał            | Finał   |
| Zawodniczka                                         | Konkurencja          | Czas         | Miejsce      | Czas        | Miejsce     | czas     | Miejsce  | Czas             | Miejsce |
| --------------------------------------------------- | -------------------- | ------------ | ------------ | ----------- | ----------- | -------- | -------- | ---------------- | ------- |
| Chun Lee-kyung                                      | Bieg na 500 metrów   | 48.024       | 1            | 46.163      | 2           | 46.168   | 4        | 46.335           |         |
| Chun Lee-kyung                                      | Bieg na 1000 metrów  | 1:39.107     | 1            | 1:38.068    | 1           | 1:34.789 | 2        | 1:42.776         |         |
| Kim Yoon-mi                                         | Bieg na 500 metrów   | 48.184       | 2            | 46.640      | 2           | 47.337   | 5        | Runda rankingowa | 10      |
| Kim Yoon-mi                                         | Bieg na 1000 metrów  | 1:39.042     | 1            | 1:32.097    | 2           | 1:38.420 | 4        | 1:37.777         | 6       |
| Choi Min-kyung                                      | Bieg na 500 metrów   | 46.126       | 2            | 46.033      | 1           | 46.000   | 3        | 46.504           | 4       |
| Won Hye-kyung                                       | Bieg na 1000 metrów  | 1:44.005     | 1            | 1:36.210    | 1           | 1:35.606 | 1        | 1:43,361         |         |
| An Sang-mi Chun Lee-kyung Kim Yoon-mi Won Hye-kyung | Sztafeta 3000 metrów |              |              |             |             | 4:21.510 | 1        | 4:16.260         |         |

### Skoki narciarskie
Mężczyźni
| Zawodnik                                                | Konkurencja               | Czas  | Miejsce |
| ------------------------------------------------------- | ------------------------- | ----- | ------- |
| Choi Heung-chul                                         | Konkurs indywidualny K90  | 77.5  | 46      |
| Choi Heung-chul                                         | Konkurs indywidualny K120 | 89.1  | 40      |
| Kim Hyun-ki                                             | Konkurs indywidualny K90  | 61.5  | 59      |
| Kim Hyun-ki                                             | Konkurs indywidualny K120 | 72.9  | 51      |
| Kim Heung-soo                                           | Konkurs indywidualny K90  | 59.5  | 61      |
| Kim Heung-soo                                           | Konkurs indywidualny K120 | 9.9   | 62      |
| Choi Yong-jik                                           | Konkurs indywidualny K90  | 69.0  | 53      |
| Choi Yong-jik                                           | Konkurs indywidualny K120 | 66.6  | 53      |
| Choi Heung-chul Kim Hyun-ki Kim Heung-soo Choi Yong-jik | Konkurs drużynowy K120    | 373.8 | 13      |

### Łyżwiarstwo szybkie
Mężczyźni
| Zawodnik          | Konkurencja    | Czas    | Miejsce |
| ----------------- | -------------- | ------- | ------- |
| Kim Yun-man       | Bieg na 500 m  | 1:12.36 | 7       |
| Kim Yun-man       | Bieg na 1000 m | 1:12.50 | 20      |
| Lee Kyu-hyuk      | Bieg na 500 m  | 1:12.55 | 8       |
| Lee Kyu-hyuk      | Bieg na 1000 m | 1:12.05 | 13      |
| Jegal Seong-ryeol | Bieg na 500 m  | 1:12.97 | T16     |
| Jegal Seong-ryeol | Bieg na 1000 m | 1:13.09 | 30      |
| Kim Jin-soo       | Bieg na 500 m  | 1:14.32 | 34      |
| Chun Joo-hyun     | Bieg na 1000 m | 1:12.55 | T21     |
| Chun Joo-hyun     | Bieg na 1500 m | 1:51.65 | 15      |
| Choi Jae-bong     | Bieg na 1500 m | 1:51.47 | 12      |
| Choi Jae-bong     | Bieg na 5000 m | 6:54.62 | 29      |
| Jeong Jin-wook    | Bieg na 1500 m | 1:55.02 | 39      |

Kobiety
| Zawodniczka     | Konkurencja    | Czas    | Miejsce |
| --------------- | -------------- | ------- | ------- |
| Choi Seung-yong | Bieg na 500 m  | 1:20.79 | T24     |
| Choi Seung-yong | Bieg na 1000 m | 1:21.28 | 24      |
| Chun Hee-joo    | Bieg na 500 m  | 1:21.62 | 29      |
| Chun Hee-joo    | Bieg na 1000 m | 1:22.06 | 30      |
| Kang Mi-young   | Bieg na 500 m  | 1:22.25 | 30      |
| Kang Mi-young   | Bieg na 1000 m | 1:24.18 | 38      |
| Kim Ju-hyun     | Bieg na 500 m  | 1:22.79 | T33     |
| Kim Ju-hyun     | Bieg na 1000 m | 1:23.18 | 35      |
| Baek Eun-bi     | Bieg na 1500 m | 2:05.23 | 25      |
| Baek Eun-bi     | Bieg na 3000 m | 4:24.50 | 23      |
| Lee Kyeong-nam  | Bieg na 1500 m | 2:05.59 | 26      |
| Lee Kyeong-nam  | Bieg na 3000 m | 4:21.10 | 20      |